# Mühlfeld (Herrsching)

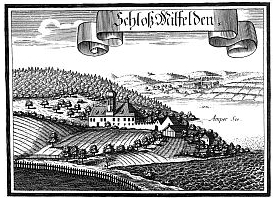
Schloss Mühlfeld auf einem Stich von Michael Wening

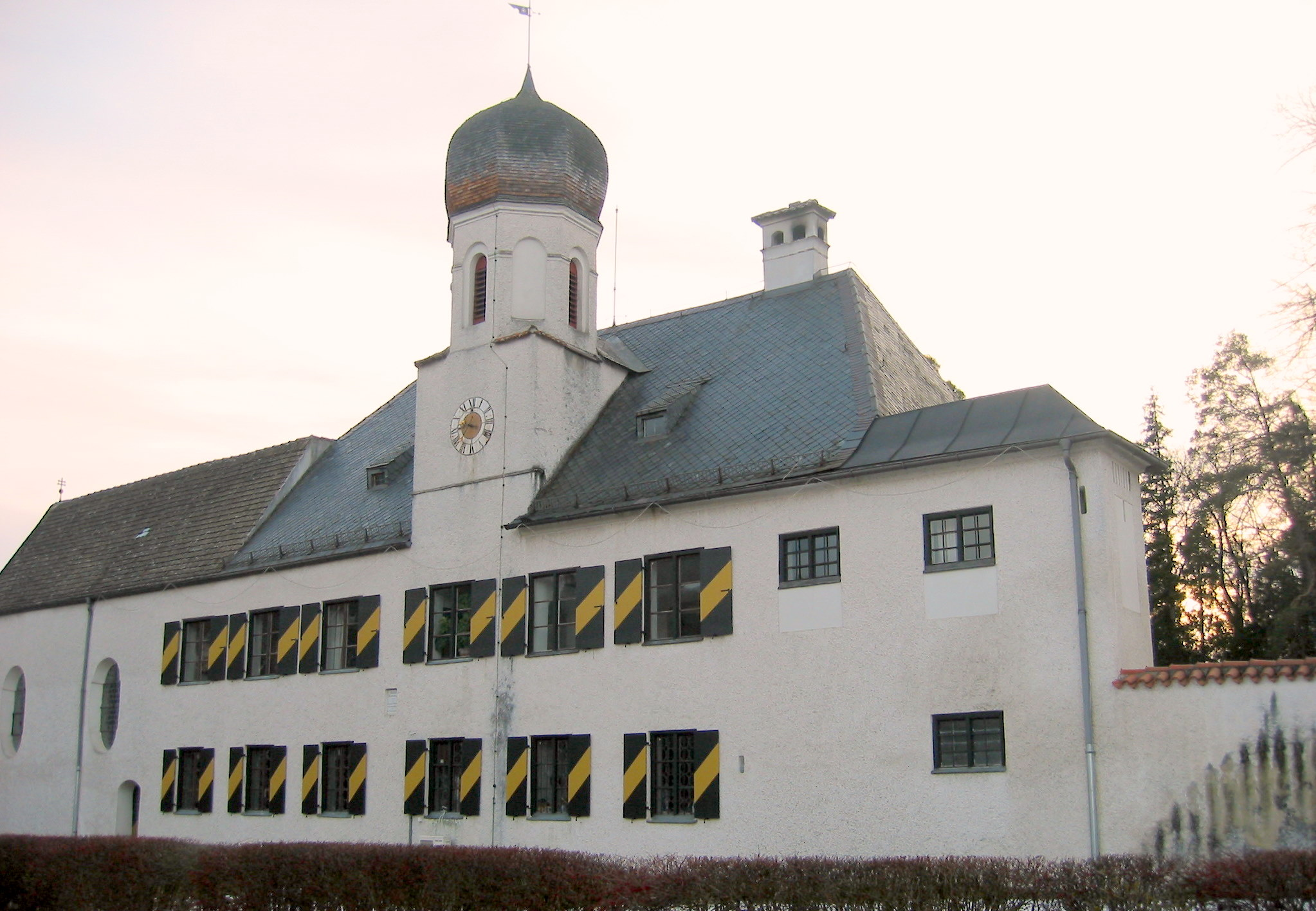
Schloss Mühlfeld 2009

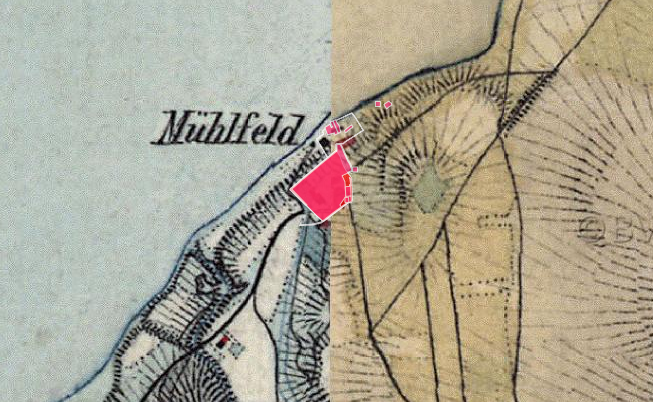
Lageplan von Schloss Mühlfeld auf dem Urkataster von Bayern

Mühlfeld ist ein Gemeindeteil von Herrsching am Ammersee im oberbayerischen Landkreis Starnberg und war eine Hofmark im Landgericht Weilheim.
Das Dorf liegt am Ostufer des Ammersees südlich von Herrsching a. Ammersee.

## Geschichte
Mühlfeld, im 12. Jh. Mulevelden genannt und Besitz der Grafen von Andechs, kam zunächst an die Herren von Widdersberg, dann an das Kloster Dießen, bis der Besitz 1538 an den Münchener Patrizier Wolfgang Pronner verkauft wurde. 1569 erhielt Proner für Mühlfeld die niedere Hofmarkgerechtigkeit, da er seine Hofmark Rieden am Staffelsee (zuvor im Besitz der Grafen Toerring) dem bayerischen Herzog Albrecht V. überlassen hatte. Zusammen mit dem Gut erhielt Pronner auch das Mitte des 16. Jahrhunderts erbaute Schloss, ein schlichter Walmdachbau mit Zwiebelturm. 1578 ging Mühlfeld an die Herren von Schellenberg und 1586 an den Vizekanzler des Reichs, Johann Wolfgang Freymann, der die Besitztümer dann an Herzog Wilhelm V. abtreten musste. Am 1. Januar 1597 schenkte dieser Mühlfeld dem Kloster Andechs, das das Hofmarkschloss bis zur Säkularisation als Sommersitz nutzte.
Nach der Säkularisation ging das Schloss 1803 an den Hofmaler Carl Conjola (1773–1831), der es wiederum 1831 an seinen Neffen, den bayerischen Generalmajor Friedrich von Winther, vererbte. Im Park erinnert heute noch ein Gedenkstein aus dem Jahr 1875 an Winther.
Die Schlossanlage ist unter der Aktennummer D-1-88-124-20 als Baudenkmal verzeichnet. „Untertägige frühneuzeitliche Befunde im Bereich von Schloss Mühlfeld und der Kath. Schlosskapelle Hl. Dreifaltigkeit und ihren Vorgängerbauten mit zugehöriger Gartenanlage“ werden zudem als Bodendenkmal unter der Aktennummer D-1-8033-0186 geführt.

## Sehenswürdigkeiten
- Villa in Mühlfeld 10 für den Maler Manuel Wieland im reduzierten Historismus, 1910–1915
- Alte Sägemühle mit Wohnhaus aus dem 17. und 18. Jahrhundert, 1921 von Roderich Fick zu einem Wohnhaus und Atelier umgebaut. Am Garagentor sind Beschläge von Bernhard Bleeker